# Adidas Errejota
A Adidas Errejota é a bola oficial utilizada nos torneios masculino e feminino de futebol dos Jogos Olímpicos do Rio de 2016. 

## Projeto
Ela foi mostrada ao público pela primeira vez no dia 15 de novembro de 2015, e contou com a participação do atacante Gabriel Jesus, do Palmeiras, do zagueiro Samir, do Flamengo, e do meia Marlon, do Fluminense. Além dos jogadores, as atletas do nado sincronizado Bia e Branca Feres e craques do Futebol freestyle participaram das ações de marketing no Arpoador e no Morro Dona Marta. Inspirada no calor e na vibração carioca, ela é predominantemente branca e traz detalhes em verde e amarelo, em homenagem à bandeira brasileira, e traz no design o formato de ondas, uma referência às praias do Rio de Janeiro. Em termos tecnológicos, as características da "Errejota" são as mesmas da Brazuca, mas com as mesmas melhorias presentes da "Beau Jeu", bola oficial da Eurocopa 2016.

## Utilização
Antes das Olimpíadas, a Errejota foi usada durante o Mundial de Clubes de 2015, disputado no Estádio Internacional de Yokohama, no dia 10 de dezembro, no Japão.
Ela também foi usada em todos os eventos organizados pela Fifa no ano de 2016.

## Ver Também
- Lista de bolas oficiais do torneio de futebol nos Jogos Olímpicos